# ألبرت هولمز
ألبرت هولمز (بالإنجليزية: Albert Holmes)‏ (14 فبراير 1942 المملكة المتحدة - ) هو لاعب كرة قدم بريطاني يلعب كمدافع.